# سرپولک
سَرپولک نام یکی گذارهای محله چاله‌میدان تهران ناصری می باشد.

گذر و محله سرپولک در تقاطع خیابان‌های بوذرجمهری (پانزده خرداد) و سیروس (مصطفی خمینی) و در نزدیکی بازار تهران واقع شده.
گذر سرپولک از گذرهای معروف تهران قدیم بوده و در نزدیکی این محل، بازار آهنگران، بازار چهارسوق و بقعه چهل‌تن قرار دارد.
گرمابه و مسجد سرپولک و حمام سرپولک نیز میان اهالی ناحیه معروف‌اند. 

## افراد معروف
- مصطفی چمران: از فعالان حکومت جمهوری اسلامی، که در محله سرپولک به دنیا آمد.[۳]

- سید عبدالله بهبهانی: از رهبران مشروطه که پس از پدرش سیداسماعیل بهبهانی پیش نماز مسجد سرپولک بوده است. [۴]